# Lawrencetown Beach Provincial Park
Lawrencetown Beach Provincial Park är en park i Kanada.   Den ligger i provinsen Nova Scotia, i den sydöstra delen av landet, 1 000 km öster om huvudstaden Ottawa. Lawrencetown Beach Provincial Park ligger 3 meter över havet. Den ligger vid sjön Porters Lake.
Terrängen runt Lawrencetown Beach Provincial Park är platt. Havet är nära Lawrencetown Beach Provincial Park söderut. Trakten är tätbefolkad. Närmaste större samhälle är Halifax, 18,6 km väster om Lawrencetown Beach Provincial Park. 